# Lords of Football
Lords of Football — футбольный симулятор, выпущенный в 2013 году итальянской студией Geniaware srl. Релиз игры состоялся 5 апреля 2013 года для платформы Microsoft Windows.

## Игровой процесс
Игроку предоставляется возможность начать управление профессиональным футбольным клубом в Англии, Франции, Испании, Германии или Италии с конечной целью выиграть Кубок Европы. Задача игрока — тренировать футболистов, отправлять футболистов с наркозависимостью на реабилитацию до того, как это станет проблемой, и дисциплинировать тех, кто плохо себя ведет. В игре отсутствуют лицензированные лиги, команды или игроки — все названия клубов и формы выдуманы. Тем не менее, все детали команды можно кастомизировать.

## Загружаемый контент
8 июля 2013 года Geniaware выпустила дополнение Super Training DLC, которое добавляет некоторые тренировочные упражнения в стиле средневековья. 1 августа 2013 года Geniaware выпустила Eastern Europe DLC, добавляющее в список доступных на старте игры стран Польшу, Россию и Украину.

## Критика
Lords of Football получила смешанные отзывы критиков. Сайт Metacritic оценил игру на 52 баллов из 100 возможных.